# Dieta baixa en carbohidrats
Les dietes baixes en carbohidrats són els programes nutricionals que restringeixen el consum de carbohidrats, sovint per al tractament de l'obesitat. Els aliments rics en hidrats de carboni de fàcil digestió (per exemple, sucre, pa, pasta) es limiten o se substitueixen per altres aliments que contenen un percentatge elevat de greixos i moderat en proteïnes (per exemple, carn, aus, peix, marisc, ous, formatge, nous i llavors) i altres aliments baixos en hidrats de carboni (per exemple, la majoria de les verdures per a amanides), encara que altres verdures i fruites (especialment les baies) sovint es permeten. La quantitat de carbohidrats permesos varia amb diferents dietes baixes en carbohidrats.
Aquestes dietes són de vegades 'cetogèniques' (és a dir, que restringeixen la ingesta d'hidrats de carboni suficient com per causar cetosi). La fase d'inducció de la dieta d'Atkins és cetogènica.
El terme "dieta baixa en carbohidrats" s'aplica generalment a les dietes que restringeixen els carbohidrats a menys del 20% de la ingesta calòrica, però també pot referir-se a les dietes que simplement restringeixen o limiten els carbohidrats.
Les dietes baixes en hidrats de carboni s'usen per tractar o prevenir algunes malalties i condicions cròniques, com ara: malalties cardiovasculars, la síndrome metabòlica, la hipertensió arterial i la diabetis mellitus.